# جعيدين (الرقة)
جعيدين قرية سورية تتبع ناحية المنصورة في منطقة الثورة في محافظة الرقة. بلغ عدد سكانها 7653 نسمة في عام 2004 حسب إحصاء المكتب المركزي للإحصاء.